# Pláka (Attique)
Pour les articles homonymes, voir Pláka (homonymie).
Pláka (grec moderne : Πλάκα) est une localité située dans le dème de Lavreotikí, dans le district régional d'Attique de l'Est, dans la périphérie d'Attique, en Grèce.
Selon le recensement de 2021, elle compte 538 habitants.